# サナリィ
サナリィ（S.N.R.I.: Strategic Naval Research Institute）、 正式名称：海軍戦略研究所（かいぐんせんりゃくけんきゅうじょ）は、アニメーション映画『機動戦士ガンダムF91』及びその関連作品に登場する、架空の団体である。
宇宙世紀0100年以降のモビルスーツ最先端技術開発を主導し、その技術力はアナハイム・エレクトロニクスを凌駕する。

## 機関の概要
サナリィは地球連邦軍の兵器研究・開発機関で、ガンダムF91を始めとしたFシリーズのMSを作り出した。サナリィとは、STRATEGIC NAVAL RESEAERCH INSTITUTEの略で、海軍戦略研究所の通称である。『ガンダムF91』の主人公であるシーブック・アノーの母親であるモニカ・アノー博士は、バイオ・コンピュータの開発のため、このサナリィで研究を続けておりF91の開発に寄与した。

## 社歴

### 戦略戦術研究所へ改名
企業としての歴史は旧世紀にまで遡り、宇宙島建設企業連合体の一員としてサイド1建設に携わった企業（当時の企業名は不明）が基になっている。その後地球連邦軍設立に伴いその諮問機関として地球連邦政府に自社株の大半を買収された後、公社として半官半民の企業となり戦略戦術研究所に改名。地球連邦政府に軍事支出、戦略、兵器の将来的展開等の助言をし、地球連邦政府（地球連邦軍ではなく）の信頼を得ている。
連邦軍の戦略兵器研究分野で発展を見せる一方、軍需技術・機器の民間への払い下げの業務も行っていた。その主な顧客であった事と、前身企業時代の関係からコロニー公社との結びつきが強く、連邦軍の内部組織でありながら公社同様の中立性を保つ為、戦術機動兵器の開発には関与してこなかった。
漫画『機動戦士ガンダム MSV-R ジョニー・ライデンの帰還』では、0090年頃の戦略戦術研究所が登場。戦闘データの解析を依頼されている他、将来的にはMS開発を行うという憶測も流れており、アナハイム社が関心を寄せる描写がある。

### 海軍戦略研究所として再編
宇宙世紀0093年3月12日に終結した「第二次ネオ・ジオン抗争」から半年後の同年9月に戦略戦術研究所は再編され、「海軍戦略研究所」へと改名された。
漫画『機動戦士ガンダムF90 ファステストフォーミュラ (F90FF)』によれば、これはエンゲイスト・ロナ議員の肝いりであるとされる。

### MS開発への着手
組織がサナリィへと改名してからはMS用小型核融合炉の研究に着手。この技術を用いて宇宙世紀0096年までに連邦軍の要求を受け特殊用小型MSであるロトの開発に成功、『機動戦士ガンダムUC』では同機が地球連邦軍特殊部隊「ECOAS」に配備されている。

### MSの小型化を提言、開発への着手
宇宙世紀0102年 ～『サナリィ、連邦政府にMSの小型化を提言』。
宇宙世紀0102年、サナリィの軍諮問機関部門が軍事費の肥大化に喘ぐ地球連邦政府に対し、モビルスーツ（MS）の小型化を提言する。当時のMSは高性能化に伴いサイズが巨大化する一方であり、それによりMSを運用・維持する為の母艦やメンテナンス設備なども改修・新造する必要が生じており、軍事費を増大させる要因となっていた。提言の一方で、サナリィは小型MSの基礎研究を実施し、宇宙世紀0107年頃にはミドルMSに核融合炉を搭載したF50Dを誕生させた。
連邦軍の要求を受け、小型MSの開発は軍事兵器の主力開発メーカーであるアナハイム・エレクトロニクスに委託された。しかし同社は軍事費の高騰によって利潤を得ていた面があり、小型MSの開発には消極的であった。軍からの再三の要求により、発注から5年の開発期間を経てようやく完成させたアナハイム製MSがヘビーガンであったが、その性能は当初の目標水準を満たしていなかった。アナハイム社は軍事費削減による減収を避ける為、ヘビーガンがMS小型化の技術的限界であると臭わせる事により、現状維持となるよう地球連邦軍に働きかけた。
一方サナリィが小型MS開発を提案した背景には、地球連邦政府の軍事費削減によって生じる余剰予算を自身の主分野であるコロニー再建計画、新型コロニーの研究・開発費用に回してもらう狙いがあった。つまりMS小型化計画案はコロニー公社と結び付きの強いサナリィにとっては一石二鳥の案であり、宇宙民にとっても有益な計画であった。そして何より地球連邦政府にとっては軍事費削減を推進できる喜ばしい案であり、三者が有益となる計画であった。戦禍が地球圏から長らく遠ざかっていた事で、戦時の中立性への配慮を不要と考え、更にヘビーガンの件でアナハイムに見切りをつけたサナリィは軍事用MS事業への参入を決定した。
『機動戦士ガンダム デイアフタートゥモロー －カイ・シデンのメモリーより』の二巻では、主人公であるカイ・シデンを中心に宇宙世紀0105年のサイド3における「一年戦争展」プレオープンが描かれ、同イベントにはAE社のウォン・リーも参加していて、彼との話においてサナリィはここの所MS開発に力を注いでいてもっと本格的に軍事MS開発事業へ進出する気であることが語られた。また、ウォンがサイド3へ寄る前に24バンチ（タイガーバウム）へ寄った所ルオ商会の連中が牛耳っており、そのお膳立てをしたのがサナリィであるという噂も立っていた。なぜならサナリィは昔からコロニー公社との繋がりが深く、ルオはそこに目をつけて投資をしていたのだろうとウォンは推測していた。カイはかつてのWB隊仲間であるジョブ・ジョンとも再会した。この頃のジョブは既にサナリィに所属していて、カイとの思い出話に花を咲かせつつもこのコロニー内警備にはサナリィのMSが多く試験採用されていることも明かしている。

### 次期主力MS開発コンペでの勝利
宇宙世紀0111年10月「連邦軍、次期主力MS開発を決定。サナリィのF（フォーミュラー）90シリーズがAE社のMSA-0120を下し正式採用となる。」。
宇宙世紀0111年にはサナリィのフォーミュラ計画より生み出されたF90とアナハイムの開発したMSA-0120とで次期主力機の座を賭けたコンペティションが行われた。1次審査は設計データを元にしたコンピュータシミュレーションで行われ、MSA-0120モデルは最大出力と耐弾性で勝っていたが、F90モデルが運用コストや機動戦力比等に優れ総合評価で高ポイントを得た。さらに、2次審査のテストヘッド同士による模擬戦でF90が完勝し、審査官に大きな感銘を与えた。
これによりサナリィの機体が次期主力機として決定したが、量産化にあたり「元々研究機関であるサナリィの生産能力はそれ程高くない」というアナハイム社と関係する政治家のロビー活動や、連邦軍と長年の関係があるアナハイムへの配慮及び連邦軍の一部幹部の思惑により、サナリィが設計を行ったF70をアナハイムがOEMという形でF71として生産するという体制が取られる事となった。

### フロンティア・サイドでの騒乱
映画『機動戦士ガンダムF91』や漫画『機動戦士ガンダム シルエット・フォーミュラ フォーミュラ91の亡霊』で描かれた時代
宇宙世紀0123年03月16日にフロンティアIVが襲撃され、同年の03月19日にはフロンティアIIやフロンティアIIIがクロスボーン・バンガードに襲撃・制圧された。この時既にサナリィの社員はモニカ・アノー博士を除いて避難を完了させていた。
同年03月31日、F91によって鉄仮面のラフレシアが破壊されたすぐ後に、C.V.の精鋭『死神三銃士』がフロンティアI制圧に乗り出した。彼らによるフロンティアI制圧の24時間後、フロンティアIのサナリィ跡にはコアファイターの開発にかかわる極秘資料がある為、C.V.に発見される前に回収するミッションが、地球連邦軍のウォルフ少尉へ下された。同少尉はサナリィ製小型MSクラスターガンダムを起動させる事により、ミッションを成功させている。

### 宇宙海賊クロスボーン・バンガードへの支援
漫画『機動戦士クロスボーン・ガンダム』で描かれた時代
宇宙世紀0130年代に地球侵攻を密かに企てる木星帝国へのゲリラ戦の為に再編成された宇宙海賊クロスボーン・バンガードに対して、木星圏での運用を想定した試作機体であるF97を提供した。地球連邦の目の届かない木星圏での実戦データを入手する為であったが、戦場が地球圏に広がった事で宇宙海賊軍のF97の所持が発覚。木星帝国軍の撃退には成功したものの、宇宙海賊軍へのサナリィの関与を隠蔽する為に地球連邦軍へF97を売込む事を断念せざるを得ず、大赤字を出す事になってしまった。
漫画『機動戦士クロスボーン・ガンダム 鋼鉄の7人 』で描かれた時代
F97の失地を回復する為にミノフスキードライブを搭載した、より革新的な機体F99レコードブレイカーの開発が進められていたが、木星帝国の残党による襲撃によって、サナリィのミューラ研究員の開発したF99の機体、パーツ、開発データの全てが失われてしまう。

### ザンスカール帝国による接収
テレビアニメ『機動戦士Vガンダム』の前史
宇宙世紀0140年代、ガチ党の台頭によりサイド2にザンスカール帝国が興った際に、サイド2支社の生産工場や研究所を含む施設、人員や技術がザンスカール帝国に接収された。その際に地球連邦軍サイド2駐留部隊の人員と軍事施設も同時に接収されている。そして研究機関とサイド2駐留連邦軍の部隊と共にザンスカールの軍事部門ベスパとして統合されると、その後の同部門のMS開発に大いに貢献する事となる。これら接収された人員の中にはガチ党の掲げるマリア主義に賛同した者も多く、必ずしも強制徴用ではなかったようである。

### ザンスカール帝国への対抗
テレビアニメ『機動戦士Vガンダム』
宇宙世紀0150年代初頭、勢力を拡大し続けていたザンスカール帝国の脅威に対抗すべく、サナリィの月面本社や地球支社の元職員たちがレジスタンスであるリガ・ミリティアに協力していた。その中にはウッソ・エヴィンの母親であるミューラ・ミゲルもいた。
また、Vガンダムシリーズやガンイージシリーズの設計・開発・製造にも関与がうかがわれる。V2ガンダムはアナハイムが資金を提供し、サナリィの月面工場を用いて、リガ・ミリティアのスタッフの手で建造されたとされる。

## サナリィの部門構成
- コロニー開発部門
- 軍事情報研究部門
- 軍諮問機関部門
- 地球連邦政府への軍事コンサルタント部門
- 最新兵器開発部門
  - 最新モビルスーツ開発部門（UC0123年頃フロンティアIにモビルスーツ研究施設本部）
- モビルスーツ製造部門
- 軍需技術・機器の民間への払い下げ部門

## サナリィの施設
- （新）サイド4・サナリィ本社（ガンダムF90開発時）
- 地球本社（後に本社機能は月面に移転）
- 月面本社
- 第2月面開発実験所（F99レコード・ブレイカーを開発していた場所）
- 月面工場
- フロンティアI・サナリィ支社
  - モビルスーツ研究施設本部（UC0123年頃）
- サナリィ木星支社（ガンダムF90開発時）
- サイド2・サナリィ支社（後にザンスカール帝国により接収）
  - サイド2・サナリィ研究施設
  - サイド2・サナリィ生産工場

## 代表的な人物
技術担当重役
- ジョブ・ジョン（宇宙世紀0095-0120年頃）
- オムル・ハング（宇宙世紀0093-0120年頃）

チーフデザイナー（主任設計者）
- アルマイア・グッテンバイガー（宇宙世紀0120年頃）

開発部
- モニカ・アノー（宇宙世紀0123年頃）
- オーティス・アーキンズ（宇宙世紀0136年頃）
- ミューラ・ミゲル（宇宙世紀0136年頃）

テストパイロット
- ミノル・スズキ（宇宙世紀136年頃）
- ミッチェル・ドレック・ナー（宇宙世紀136年頃）
- ヨン（宇宙世紀136年頃）
- ユリシーズ（宇宙世紀136年頃）

関係者
- オンモ（宇宙世紀133年前頃）

## 主な開発モビルスーツ
既存機種の改修型
- RGM-89系
  - RGM-89ST2 STガン

D系機体
- D5系
  - D50C ロト（F5系統の基になった機体）

F系機体（フォーミュラ計画/フォーミュラプロジェクト）
※次期主力機開発計画「フォーミュラ計画」で開発された機体にはFのコードが付けられる。
- F5系
  - F50D (RX-107, RXR-44) ガンタンクR-44
- F7系
  - F70 キャノンガンダム
  - F71 Gキャノン
- F8系
  - ガンダムF89
- F9系
  - F90シリーズ
    - F90 ガンダムF90
    - F90II
    - F90IIIY クラスターガンダム
    - F90Y改

  - F91シリーズ
    - ガンダムF91
    - 量産型ガンダムF91

  - F97シリーズ
    - F97-X1 (XM-X1) クロスボーン・ガンダムX1
    - F97-X2 (XM-X2) クロスボーン・ガンダムX2
    - F97-X3 (XM-X3) クロスボーン・ガンダムX3
    - F97-X-O (X-O)   クロスボーン・ガンダムX-O
    - F97-E 　(XM-10) フリント

  - F99 レコードブレイカー
  - F99R

リガ・ミリティア系機体
製作・建造
E系機体
- LM111E02 ガンイージ（サナリィが製造との説がある）

V系機体
- LM312V04 ヴィクトリーガンダム（サナリィが製造との説がある[10]）
- LM314V21 V2ガンダム（サナリィ月面施設で製造との説がある[9]）